# Roscoea humeana
Roscoea humeana är en enhjärtbladig växtart som beskrevs av Isaac Bayley Balfour och William Wright Smith. Roscoea humeana ingår i släktet Roscoea och familjen Zingiberaceae. Inga underarter finns listade i Catalogue of Life.